# Джурович, Драган
Драган Джурович (Dragan Đurović, Драган Ђуровић) (31 октября 1959 — 27 июня 2024) — черногорский политик, заместитель премьер-министра с 2001 по 2007 год.
Родился в Даниловграде. Окончил юридический факультет Университета Черногории (1982).
В 1982—1992 гг. работал юрисконсультом и заведующим юридическим отделом Агроэкономического института. В 1992—1995 гг. директор Дирекции по реализации проекта регионального развития сельского хозяйства Черногории и председатель Исполнительного комитета Даниловградского городского собрания.
В 1995—2001 гг. директор газетно-издательской компании «Победа».
С 2 июля 2001 года вице-премьер правительства Черногории. Одновременно с 2003 по 2005 год министр внутренних дел, с мая 2002 по январь 2003 года исполняющий обязанности министра иностранных дел. И. о. премьер-министра с 5 ноября 2002 по 8 января 2003 года. Вышел из правительства в 2007 году.
С 2009 по 2021 год директор Агентства гражданской авиации Черногории.
Дважды избирался депутатом скупщины Сербии и Черногории и пять раз — депутатом скупщины Республики Черногория от Демократической партии социалистов (ДПС). Член Президиума ДПС.
Умер 27 июня 2024 года. Похоронен в Даниловграде.